# جنگ روسیه و عثمانی (۱۷۷۴–۱۷۶۸)
جنگ روسیه و عثمانی (انگلیسی: Russo-Turkish War) یک درگیری نظامی بزرگ بود که به غلبهٔ امپراتوری روسیه بر امپراتوری عثمانی منجر شد. با پیروزی روسیه کاباردیا، بخشی از مولداوی، ناحیهٔ یدیسان بین رودهای بوگ جنوبی و دنیپر، و شبه‌جزیره کریمه به منطقه نفوذ روسیه افزوده شد. اگر چه در نتیجهٔ سلسله پیروزی‌های امپراتوری روسیه قلمروهای قابل توجهی از جمله جلگه پنتی-خزری به تصرف روسیه درآمد، به دلیل کشمکش درون سیستم دیپلماتیک اروپا برای حفظ موازنه قدرت و جلوگیری از هژمونی روسیه بر اروپای غربی، وسعت مناطق ضمیمه شده به خاک روسیه تا حدی محدود شد.
با این وجود، روسیه توانست از ضعف امپراتوری عثمانی، پایان جنگ هفت‌ساله، و عقب نشینی پادشاهی فرانسه از لهستان استفاده کرده و موقعیت خود را به عنوان یکی از ابر قدرت‌های اروپا تثبیت کند. جنگ روسیه را در موقعیتی تقویت شده برای توسعهٔ قلمرو خود و حفظ هژمونی بر مشترک‌المنافع لهستان–لیتوانی قرار داد، که در نهایت منجر به اولین تجزیه لهستان شد. شکست ترک‌ها همچنین شامل از دست دادن کنترل انحصاری بر ملت، و آغاز کشمکش بین کشورهای اروپایی بر سر موانع برقراری توازن قوا و در نهایت منجر به سرنگونی امپراتوری عثمانی پس از جنگ جهانی اول شد. 